# Football Club Internazionale 1925-1926
Questa voce raccoglie le informazioni riguardanti il Football Club Internazionale nelle competizioni ufficiali della stagione 1925-1926.

## Stagione
Nella stagione 1925-1926 l'Inter disputa il girone A del campionato Lega Nord di Prima Divisione, allenato da Paolo Scheidler raccoglie 25 punti con il terzo posto finale, alla pari con Modena ed Hellas Verona. Il torneo è stato vinto dal Bologna con 38 punti, secondo il Torino con 36 punti, con undici punti in meno le terze. Lo scudetto viene vinto per la seconda volta dalla Juventus, che ha vinto il girone B, poi nelle finali di Lega Nord i bianconeri superano il Bologna, e nella doppia finale vincono nettamente con l'Alba Roma, ritornando a vincere il titolo dopo ventuno anni. La riforma dei campionati prevede che le prime otto classificate dei due gironi della Lega Nord, passino direttamente al nuovo campionato di Divisione Nazionale, che sarà per alcune stagioni il nuovo massimo campionato, fino alla Serie A a partire dalla stagione 1929-1930. Resta ancora anche la Prima Divisione, ma diventando così il campionato cadetto, la futura Serie B. Miglior realizzatore dei nerazzurri in questa stagione è stato Leopoldo Conti che ha firmato 13 reti, in doppia cifra anche l'austrico Heinrich Schönfeld che realizza 11 centri.

## Rosa
| N. |                   | Ruolo | Calciatore           |
| -- | ----------------- | ----- | -------------------- |
|    | Italia (bandiera) | P     | Italo Zamberletti    |
|    | Italia (bandiera) | P     | Franco Gianese       |
|    | Italia (bandiera) | P     | Ercole Foschini      |
|    | Italia (bandiera) | D     | Silvio Pietroboni    |
|    | Italia (bandiera) | D     | Delfo Bellini        |
|    | Italia (bandiera) | D     | Iride Motta          |
|    | Italia (bandiera) | D     | Alessandro Beltrame  |
|    | Italia (bandiera) | D     | Francesco Casartelli |
|    | Italia (bandiera) | D     | Francesco Soldera    |
|    | Italia (bandiera) | C     | Armando Castellazzi  |

| N. |                     | Ruolo | Calciatore            |
| -- | ------------------- | ----- | --------------------- |
|    | Italia (bandiera)   | C     | Emilio Agradi         |
|    | Italia (bandiera)   | C     | Giuseppe Giustacchini |
|    | Italia (bandiera)   | C     | Enrico Rivolta        |
|    | Italia (bandiera)   | C     | Guglielmo Tornabuoni  |
|    | Ungheria (bandiera) | C     | Arpad Veisz           |
|    | Italia (bandiera)   | A     | Luigi Cevenini (III)  |
|    | Italia (bandiera)   | A     | Leopoldo Conti        |
|    | Italia (bandiera)   | A     | Angelo Pedrazzini     |
|    | Italia (bandiera)   | A     | Tullio Moretti        |
|    | Austria (bandiera)  | A     | Heinrich Schönfeld    |

## Divise
| Prima divisa |

## Risultati

### Prima Divisione Nord - girone A

#### Girone di andata
| Arbitro: | Turbiani (Ferrara) |

|                                   |           |                                                      |
| Molinis 23’ Gerace 25’ Pollak 69’ | Marcatori | 22’ Conti 44’ Giustacchini 51’ Moretti 62’ Schönfeld |

| Arbitro: | Montessoro (Torino) |

|  |           |               |
|  | Marcatori | 9’ M. Viviani |

| Arbitro: | Sanguineti (Genova) |

|                              |           |                                                |
| Gabba 28’, 85’ Caligaris 32’ | Marcatori | 47’ (rig.) L. Cevenini 65’ Conti 75’ Schönfeld |

| Arbitro: | Beretta (Novi Ligure) |

|                                        |           |  |
| Weisz 25’, 27’ Schönfeld 60’ Conti 87’ | Marcatori |  |

| Arbitro: | Sguerso (Savona) |

|                                           |           |                               |
| L. Cevenini 2’ Giustacchini 53’ Weisz 90’ | Marcatori | 8’, 31’ Porta 15’ G. Chiecchi |

| Arbitro: | Sanguineti (Genova) |

|                                                |           |           |
| Perin 22’ Schiavio 37’, 44’ G. Della Valle 85’ | Marcatori | 11’ Conti |

| Arbitro: | De Renzis (Genova) |

|                                                                 |           |                                               |
| Rivolta 19’ Schönfeld 29’, 53’ L. Cevenini 32’ (rig.) Conti 49’ | Marcatori | 46’, 57’ D'Aquino 61’ Crotti 72’ (rig.) Feher |

| Arbitro: | Dani (Genova) |

|                           |           |               |
| Baloncieri 10’ Haftel 51’ | Marcatori | 20’ Schönfeld |

| Arbitro: | Minoli (Torino) |

|                               |           |  |
| Schönfeld 83’ L. Cevenini 86’ | Marcatori |  |

| Arbitro: | Pinasco (Sestri Ponente) |

|             |           |                              |
| Novelli 75’ | Marcatori | 23’, 38’ Schönfeld 59’ Conti |

| Arbitro: | Bortolotti (Venezia) |

|                               |           |  |
| Manzotti 23’ Vezzani 61’, 73’ | Marcatori |  |

#### Girone di ritorno
| Arbitro: | Actis (Torino) |

|                                     |           |                      |
| L. Cevenini 20’, 75’ Conti 52’, 85’ | Marcatori | 1’ Agosti 27’ Pollak |

| Arbitro: | Asei Conte (Vercelli) |

|                          |           |  |
| Rivolo 6’ M. Viviani 32’ | Marcatori |  |

| Arbitro: | Dani (Genova) |

|                                              |           |               |
| Schönfeld 19’, 70’ Castellazzi 65’ Conti 79’ | Marcatori | 89’ Albertoni |

| Arbitro: | Pinasco (Sestri Ponente) |

|  |           |                |
|  | Marcatori | 70’ Tornabuoni |

| Arbitro: | Biagini (Alessandria) |

|           |           |  |
| Peics 42’ | Marcatori |  |

| Arbitro: | Enrietti (Torino) |

|           |           |              |
| Conti 70’ | Marcatori | 43’ Schiavio |

| Arbitro: | Benetti (Modena) |

|             |           |           |
| Marucco 18’ | Marcatori | 76’ Conti |

| Arbitro: | Pinasco (Sestri Ponente) |

|                                        |           |                                                 |
| Moretti 48’ Rivolta 54’ Pietroboni 57’ | Marcatori | 13’ Libonatti 20’, 78’ Janni 34’ (aut.) Bellini |

| Arbitro: | Beretta (Novi Ligure) |

|             |           |                |
| Mezzera 35’ | Marcatori | 65’ Pietroboni |

| Arbitro: | Carraro (Padova) |

|                 |           |  |
| L. Cevenini 85’ | Marcatori |  |

| Arbitro: | Dani (Genova) |

|                       |           |                 |
| Bellini 72’ Conti 86’ | Marcatori | 15’ Breviglieri |